# Xipináwa jezik
Xipináwa jezik (ISO 639-3: xip), izumrli indijanski jezik porodice panoan koji se govorio u brazilskim državama Amazonas i Acre. Zajedno s jezicima poyanáwa [pyn], Sharanahua [mcd], tuxináwa [tux], yaminahua [yaa] i yawanawa [ywn] čini južnu-centralnu panoansku podskupinu yaminahua-sharanahua. 

## Vanjske poveznice
- Ethnologue (14th)[neaktivna poveznica]
- Ethnologue (15th)[neaktivna poveznica]